# Mystacides concolor
Mystacides concolor är en nattsländeart som beskrevs av Hermann Burmeister 1839. Mystacides concolor ingår i släktet Mystacides och familjen långhornssländor. Inga underarter finns listade i Catalogue of Life.